# Manto superior (Tierra)
El manto superior de la Tierra comienza justo debajo de la corteza (alrededor de 10 kilómetros (6,2 mi) debajo de los océanos y alrededor de 35 kilómetros (21,7 mi) debajo de los continentes) y termina en la parte superior del manto inferior en 670 kilómetros (416,3 mi). Las temperaturas oscilan entre aproximadamente 200 grados Celsius (392 °F) en el límite superior con la corteza hasta aproximadamente 900 grados Celsius (1652,0 °F) en el límite con el manto inferior. El material del manto superior que ha salido a la superficie está compuesto de aproximadamente 55% de olivina, 35% de piroxeno y 5 a 10% de minerales de óxido de calcio y óxido de aluminio como plagioclasa, espinela o granate, dependiendo de la profundidad.

## Estructura sísmica

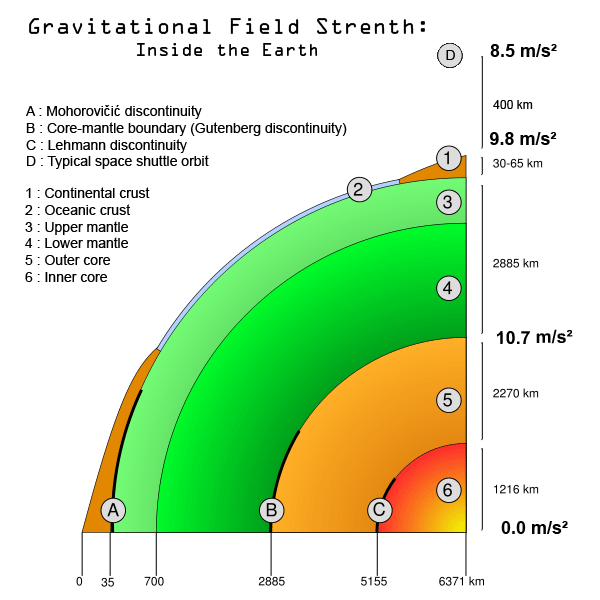
1 = corteza continental, 2 = corteza oceánica, 3 = manto superior, 4 = manto inferior, 5 + 6 = núcleo, A = límite del manto de corteza (discontinuidad de Mohorovičić)

El perfil de densidad a través de la Tierra está determinado por la velocidad de las ondas sísmicas. La densidad aumenta progresivamente en cada capa en gran medida debido a la compresión de la roca a mayores profundidades. Se producen cambios bruscos de densidad donde cambia la composición del material.
El manto superior comienza justo debajo de la corteza y termina en la parte superior del manto inferior. El manto superior hace que las placas tectónicas se muevan. 
La corteza y el manto se distinguen por la composición, mientras que la litosfera y la astenosfera se definen por un cambio en las propiedades mecánicas.
La parte superior del manto se define por un aumento repentino en la velocidad de las ondas sísmicas, que fue notado por primera vez por Andrija Mohorovičić en 1909; este límite ahora se conoce como la discontinuidad de Mohorovičić o "Moho".
El Moho define la base de la corteza y varía de 10 kilómetros (6,2 mi) a 70 kilómetros (43,5 mi) debajo de la superficie de la Tierra. La corteza oceánica es más delgada que la continental y generalmente es inferior a 10 kilómetros (6,2 mi) de espesor. La corteza continental es de unos 35 kilómetros (21,7 mi) de espesor, pero la gran raíz de la corteza debajo de la meseta tibetana tiene aproximadamente 70 kilómetros (43,5 mi) de espesor.
El grosor del manto superior es de aproximadamente 640 kilómetros (397,7 mi). El manto completo es de aproximadamente 2900 kilómetros (1802,0 mi) de espesor, lo que significa que el manto superior es solo alrededor del 20% del grosor total del manto.

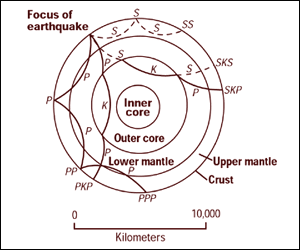
Sección transversal de la Tierra, que muestra los caminos de las olas del terremoto. Los caminos se curvan porque los diferentes tipos de rocas que se encuentran a diferentes profundidades cambian la velocidad a la que viajan las olas. Las ondas S no viajan a través del núcleo

El límite entre el manto superior y el manto inferior es una discontinuidad a 670 kilómetros (416,3 mi). Los terremotos a poca profundidad son el resultado de fallas de deslizamiento; sin embargo, por debajo de unos 50 kilómetros (31,1 mi) las condiciones cálidas de alta presión inhiben aún más la sismicidad. El manto es viscoso e incapaz de fallar. Sin embargo, en zonas de subducción, se observan terremotos hasta 670 kilómetros (416,3 mi).

### Discontinuidad de Lehmann
La discontinuidad de Lehmann es un aumento brusco de las velocidades de las ondas P y S a una profundidad de 220 kilómetros (136,7 mi).

### Zona de transición
La zona de transición se encuentra entre el manto superior y el manto inferior entre una profundidad de 410 kilómetros (254,8 mi) y 670 kilómetros (416,3 mi). 
Se cree que esto ocurre como resultado de la reorganización de los granos en el olivino para formar una estructura cristalina más densa como resultado del aumento de la presión al aumentar la profundidad. Por debajo de una profundidad de 670 kilómetros (416,3 mi), debido a los cambios de presión, los minerales de ringwoodita se transforman en dos nuevas fases más densas, bridgmanita y periclasa. Esto se puede ver usando las ondas sísmicas de los terremotos, que se convierten, reflejan o refractan en el límite, y se predicen a partir de la física mineral, ya que los cambios de fase dependen de la temperatura y la densidad y, por lo tanto, de la profundidad. 

### Discontinuidad a 410 km
Se observa un solo pico en todos los datos sismológicos a 410 kilómetros (254,8 mi) que se predice por la transición simple de α- a β- Mg2SiO4 (olivina a wadsleyita). Desde la pendiente de Clapeyron, se espera que la discontinuidad de Moho sea menos profunda en las regiones frías, como las losas de subducción, y más profunda en las regiones más cálidas, como las plumas mantélicas.

### Discontinuidad a 670 km
Esta es la discontinuidad más compleja y marca el límite entre el manto superior e inferior. Aparece en precursores de PP (una onda que se refleja en la discontinuidad una vez) solo en ciertas regiones, pero siempre es evidente en los precursores de SS. Se ve como reflejos simples y dobles en las funciones del receptor para conversiones de P a S en un amplio rango de profundidades (640–720   km, o 397–447 mi). La pendiente de Clapeyron predice una discontinuidad más profunda en regiones más frías y una discontinuidad más superficial en regiones más cálidas. Esta discontinuidad generalmente está relacionada con la transición de ringwoodita a bridgmanita y periclasa. Esto es termodinámicamente una reacción endotérmica y crea un salto de viscosidad. Ambas características hacen que esta transición de fase desempeñe un papel importante en los modelos geodinámicos.

### Otras discontinuidades
Hay otra transición de fase principal prevista a 520 kilómetros (323,1 mi) para la transición de olivina (β a γ) y granate en el manto de pirolita. Este solo se ha observado esporádicamente en datos sismológicos.
Se han sugerido otras transiciones de fase no globales a diferentes profundidades.

## Temperatura y presión
Las temperaturas oscilan entre aproximadamente 200 grados Celsius (392 °F) en el límite superior con la corteza hasta aproximadamente 4000 grados Celsius (7232,0 °F) en el límite núcleo-manto. La temperatura más alta del manto superior es 900 grados Celsius (1652,0 °F) Aunque la alta temperatura supera con creces los puntos de fusión de las rocas del manto en la superficie, el manto es casi exclusivamente sólido.
La enorme presión litoestática ejercida sobre el manto evita la fusión, porque la temperatura a la que comienza la fusión (el solidus) aumenta con la presión. La presión aumenta a medida que aumenta la profundidad, ya que el material debajo tiene que soportar el peso de todo el material por encima. Se cree que todo el manto se deforma como un fluido en escalas de tiempo largas, con deformación plástica permanente. 
La presión más alta del manto superior es 24,0 GPa (237 000 atm) comparación con la parte inferior del manto que es 136 GPa (1 340 000 atm).
Las estimaciones para la viscosidad del manto superior varían entre 1019 y 1024 Pa · s, dependiendo de la profundidad, temperatura, composición, estado de estrés y muchos otros factores. El manto superior solo puede fluir muy lentamente. Sin embargo, cuando se aplican grandes fuerzas al manto superior, puede debilitarse, y se cree que este efecto es importante para permitir la formación de límites de placas tectónicas. 
Aunque existe una tendencia a una mayor viscosidad a mayor profundidad, esta relación está lejos de ser lineal y muestra capas con una viscosidad dramáticamente disminuida, en particular en el manto superior y en el límite con el núcleo.

## Movimiento
Debido a la diferencia de temperatura entre la superficie de la Tierra y el núcleo externo y la capacidad de las rocas cristalinas a alta presión y temperatura de sufrir una deformación lenta, lenta y viscosa, durante millones de años, hay una circulación de material convectivo en el manto.
El material caliente surge hacia arriba, mientras que el material más frío (y más pesado) se hunde hacia abajo. El movimiento hacia abajo del material se produce en los límites de las placas convergentes llamadas zonas de subducción. Se predice que las ubicaciones en la superficie que se encuentran sobre las plumas tienen una alta elevación (debido a la flotabilidad de la pluma más caliente y menos densa debajo) y exhiben vulcanismo de punto caliente. 

## Composición mineral
Los datos sísmicos no son suficientes para determinar la composición del manto. Las observaciones de rocas expuestas en la superficie y otras pruebas revelan que el manto superior son minerales máficos olivino y piroxeno y tiene una densidad de aproximadamente 3,33 gramos por centímetro cúbico (3330,0 kg/m³).
El material del manto superior que ha salido a la superficie está compuesto por aproximadamente 55% de olivina y 35% de piroxeno y 5 a 10% de óxido de calcio y óxido de aluminio. El manto superior es predominantemente peridotita, compuesto principalmente de proporciones variables de los minerales olivina, clinopiroxeno, ortopiroxeno y una fase aluminosa. La fase aluminosa es plagioclasa en el manto superior, luego espinela y luego granate debajo de ~100 km. Poco a poco, a través del manto superior, los piroxenos se vuelven menos estables y se transforman en granate majorítico. 
Los experimentos con olivinas y piroxenos muestran que estos minerales cambian de estructura a medida que aumenta la presión a mayor profundidad, y esto explica por qué las curvas de densidad no son perfectamente suaves. Cuando hay una conversión a una estructura mineral más densa, la velocidad sísmica aumenta bruscamente y crea una discontinuidad.
En la parte superior de la zona de transición, la olivina experimenta transiciones de fase isoquímica a wadsleyita y ringwoodita. A diferencia de la olivina nominalmente anhidra, estos polimorfos de olivina de alta presión tienen una gran capacidad para almacenar agua en su estructura cristalina. Esto ha llevado a la hipótesis de que la zona de transición puede albergar una gran cantidad de agua.
En el interior de la Tierra, el olivino se produce en el manto superior a profundidades inferiores a aproximadamente 410 km, y se infiere que la ringwoodita está presente dentro de la zona de transición de aproximadamente 520 a 670 km de profundidad. Actividad sísmica discontinuidades a aproximadamente 410   km, 520 km, y a 670 km de profundidad se han atribuido a cambios de fase que involucran olivina y sus polimorfos. 
En la base de la zona de transición, la ringwoodita se descompone en bridgmanita (anteriormente llamada perovskita de silicato de magnesio) y ferropericlasa. El granate también se vuelve inestable en o ligeramente por debajo de la base de la zona de transición. 
Las kimberlitas explotan desde el interior de la tierra y a veces llevan fragmentos de rocas. Algunos de estos fragmentos xenolíticos son diamantes que solo pueden provenir de las presiones más altas debajo de la corteza. Las rocas que vienen con esto son nódulos ultramáficos y peridotita.

## Composición química
La composición parece ser muy similar a la corteza. Una diferencia es que las rocas y minerales del manto tienden a tener más magnesio y menos silicio y aluminio que la corteza. Los primeros cuatro elementos más abundantes en el manto superior son oxígeno, magnesio, silicio y hierro. 
| Compuesto | Porcentaje de masa |
| --------- | ------------------ |
| SiO2      | 44,71              |
| MgO       | 38,73              |
| FeO       | 8,18               |
| Al2O3     | 3,98               |
| CaO       | 3,17               |
| Cr2O3     | 0,57               |
| NiO       | 0,24               |
| MnO       | 0,13               |
| Na2O      | 0,13               |
| TiO2      | 0,13               |
| P2O5      | 0,019              |
| K2O       | 0,006              |

## Exploración

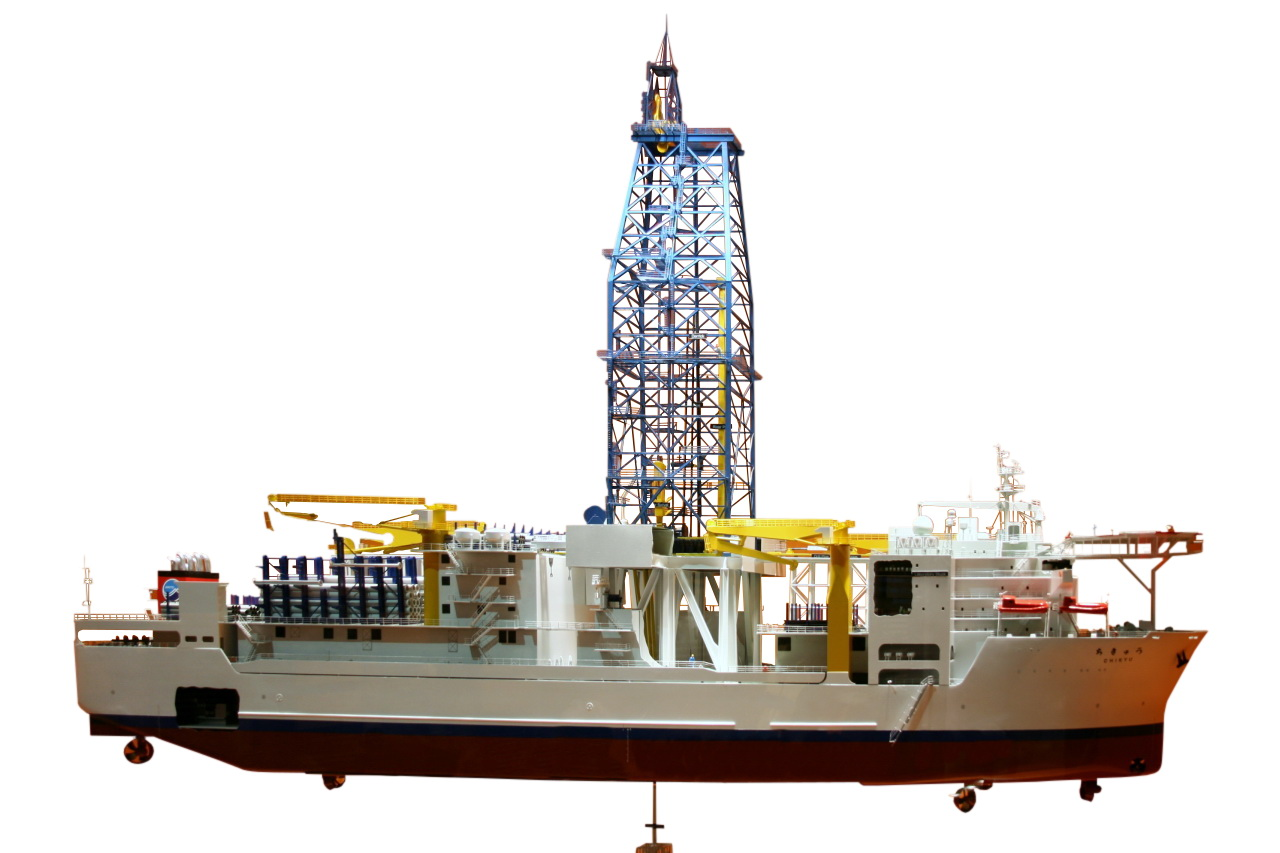
Buque de perforación Chikyu.

La exploración del manto se lleva a cabo generalmente en el fondo marino en lugar de en la tierra debido a la relativa delgadez de la corteza oceánica en comparación con la corteza continental significativamente más gruesa. 
El primer intento de exploración del manto, conocido como Proyecto Mohole, fue abandonado en 1966 después de repetidas fallas y costos excesivos. La penetración más profunda fue de aproximadamente 180 metros (590,6 pies). En 2005, un pozo oceánico alcanzó 1416 metros (4645,7 pies) debajo del fondo del mar desde el buque de perforación oceánica Resolución de JOIDES. 
El 5 de marzo de 2007, un equipo de científicos investigó un área del fondo marino del Atlántico donde el manto queda expuesto sin ninguna cubierta de corteza, entre las Islas de Cabo Verde y el Mar Caribe. El sitio expuesto se encuentra aproximadamente a tres kilómetros debajo de la superficie del océano y cubre miles de kilómetros cuadrados.
El 27 de abril de 2012, la misión Chikyu Hakken a bordo del buque japonés Chikyū perforó a una profundidad de  7 740 metros (25 400 pies) bajo el nivel del mar, récord que fue superado por la unidad móvil de perforación en alta mar de Deepwater Horizon, que operaba en el prospecto Tíber en el Mississippi Canyon Field en el Golfo de México, que logró una profundidad de 10 062 m (33 011 pies). El récord anterior lo tenía el buque estadounidense Glomar Challenger, que en 1978 perforó a 7 049,5 metros (23 130 pies) por debajo del nivel del mar en la Fosa de las Marianas. El 6 de septiembre de 2012, el buque de perforación científica de aguas profundas Chikyū obtuvo muestras de rocas de más de 2 111 metros debajo del fondo marino frente a la península de Shimokita de Japón. 
En 2005 se propuso utilizar una sonda pequeña, densa y generadora de calor que se derritiría a través de la corteza y el manto, mientras que su posición y progreso serían seguidos por las señales acústicas generadas en las rocas La sonda constaba de una esfera externa de tungsteno de aproximadamente un metro de diámetro con un interior de cobalto-60 que actuaría como fuente de calor radiactivo. Esto debería tomar medio año para llegar al Moho oceánico. 
En 2009, una aplicación de supercomputadora proporcionó una nueva visión de la distribución de depósitos minerales, especialmente isótopos de hierro, desde que el manto se desarrolló hace 4 500 millones de años.